# Martin Strobel
Martin Strobel, né le 5 juin 1986 à Rottweil, est un ancien handballeur international Allemand évoluant au poste de arrière.
Il est notamment champion d'Europe 2016 avec l'équipe nationale d'Allemagne.

## Palmarès

### En club
- Vainqueur de la Coupe de l'EHF (C3) (1) : 2010
- Vainqueur du Championnat d'Allemagne de D2 (1) : 2019

### En équipe nationale
- Médaille d'or au Championnat d'Europe 2016 en Pologne
- Médaille de bronze aux Jeux olympiques de 2016 au Brésil